# طحالب وردية
الطحالب الوردية (بالإنجليزية: Pink Algae) عبارة عن نمو مادة بكتيرية لزجة وردية اللون والتي تحدث في بعض الأحيان في البرك «أحواض السباحة» وأحيانا في شبكة أنابيب المختبر. وتعتبر هذه التسمية خاطئة وذلك لأنه، كما ذكر من قبل، الطحالب الوردية تسببها في الواقع بكتيريا من جنس الميثيلوبكتريم "Methylobacterium". ويأتي لون النمو البكتيري من صبغات موجودة داخل خلاياها. وتقوم الطبقة المخاطية اللزجة المتكونة حول هذه البكتيريا بمدها بمستويات عالية نسبياً من الحماية ضد التهديدات الخارجية. وكما هو الحال في الأنواع الأخرى لهذا الجنس البكتيري، فإن الطحالب الوردية هي بكتيريا مستهلكة للميثان. وهي تتميز بانجذابها لمادة نسيج اللدائن البلاستيكية حيث تقوم بتعليق أو إلصاق نفسها إلى داخل وخارج المواد المصنوعة من البولي فينيل كلوريد (PVC) داخل البركة. وفي كثير من الأحيان، يحدث غزو الطحالب الوردية للبرك جنباً إلى جنب مع الإصابة بالعفن الأبيض للمياه.

## الوقاية
تعتبر الوقاية من الطحالب الوردية أسهل طريقة للتعامل مع هذه المشكلة. ولضمان عدم نمو الطحالب الوردية في بركة «حوض سباحة» ما، يجب على صاحبها أن ينظفها بالفرشاة وينظف يدوياً جميع أسطح البرك أسبوعياً، وأن يعرض كل أسطح البرك بشكل دوري إلى أشعة الشمس (وذلك لأن الطحالب الوردية يزداد نموها في البيئات المظلمة وخاصة في المناطق التي تتحرك فيها المياه ببطؤ). ويوصى أيضاً باستخدام جرعات منتظمة من مواد كيميائية معينة وذلك لعمل خطة وقائية ضد الطحالب الوردية.

## العلاج
لابد من الإزالة اليدوية لكل الطحالب الوردية المرئية التي تظهر في البرك «أحواض السباحة». يعتبر استخدام جرعة من مبيدات الطحالب المتبوع بالعلاج بالصدمة، أيضاً ضروري للقضاء على البكتيريا. ويجب تشغيل مرشح حوض السباحة باستمرار حتى تصبح المياه نظيفة وتصبح مستويات فوق أكسيد الهيدروجين والهالوجين طبيعية، وبعد ذلك، يجب أن يتم تنظيف المرشح كيميائياً.

## وصلات خارجية
1.) http://www.parpools.com/Page/Help/Pool/Pink_Slime.html نسخة محفوظة 15 يوليو 2011 على موقع واي باك مشين.